# Nuoto sincronizzato ai campionati europei di nuoto 2018
Le competizioni di nuoto sincronizzato ai Campionati europei di nuoto 2018 si sono svolti dal 3 al 7 agosto 2018, presso lo Scotstoun Sports Campus di Glasgow.

## Nazioni partecipanti
Alla competizione partecipano complessivamente 22 nazioni.
- Austria
- Bielorussia
- Bulgaria
- Francia
- Germania
- Gran Bretagna
- Grecia
- Israele
- Italia
- Liechtenstein
- Paesi Bassi

- Polonia
- Portogallo
- Rep. Ceca
- Russia
- Serbia
- Slovacchia
- Spagna
- Svizzera
- Turchia
- Ucraina
- Ungheria

## Calendario
Orario locale (UTC+1).
| Data          | Ora   | Evento                     |
| ------------- | ----- | -------------------------- |
| 3 agosto 2018 | 9:00  | Preliminari squadre libero |
| 3 agosto 2018 | 13:00 | Finale duo tecnico         |
| 3 agosto 2018 | 14:42 | Finale duo misto tecnico   |
| 4 agosto 2018 | 9:00  | Preliminari duo libero     |
| 4 agosto 2018 | 13:30 | Finale squadre libero      |
| 5 agosto 2018 | 9:00  | Preliminari singolo libero |
| 5 agosto 2018 | 13:30 | Finale libero combinato    |
| 6 agosto 2018 | 9:00  | Finale singolo tecnico     |
| 6 agosto 2018 | 13:30 | Finale squadre tecnico     |
| 7 agosto 2018 | 9:00  | Finale duo libero          |
| 7 agosto 2018 | 10:11 | Finale duo misto libero    |
| 7 agosto 2018 | 13:00 | Finale singolo libero      |
| 7 agosto 2018 | 14:30 | Gala                       |

## Podi
| Evento                                | Oro | Punti   | Argento | Punti   | Bronzo | Punti   |
| Singolo                               | |         | |         | |         |
| Programma tecnico (Dettagli)          | Svetlana Kolesničenko | 93.4816 | Yelyzaveta Yakhno | 91.3517 | Linda Cerruti | 90.2282 |
| Programma libero (Dettagli)           | Svetlana Kolesničenko | 94.9333 | Linda Cerruti | 92.5000 | Yelyzaveta Yakhno | 92.1333 |
| Duo                                   | |         | |         | |         |
| Programma tecnico (Dettagli)          | Russia Svetlana Kolesničenko Varvara Subbotina | 95.1035 | Ucraina Anastasija Savčuk Yelyzaveta Yakhno | 92.6188 | Italia Linda Cerruti Costanza Ferro | 89.7519 |
| Programma libero (Dettagli)           | Russia Svetlana Kolesničenko Varvara Subbotina | 96.7000 | Ucraina Anastasija Savčuk Yelyzaveta Yakhno | 93.4000 | Italia Linda Cerruti Costanza Ferro | 92.1333 |
| Duo misto                             | |         | |         | |         |
| Programma tecnico (Dettagli)          | Russia Majja Gurbanberdieva Aleksandr Mal'cev | 89.5853 | Italia Manila Flamini Giorgio Minisini | 88.6973 | Spagna Berta Ferreras Pau Ribes | 82.3217 |
| Programma libero (Dettagli)           | Russia Majja Gurbanberdieva Aleksandr Mal'cev | 92.4000 | Italia Manila Flamini Giorgio Minisini | 90.7333 | Spagna Berta Ferreras Pau Ribes | 85.4333 |
| Squadre                               | |         | |         | |         |
| Programma tecnico (Dettagli)          | Russia Anastasija Archipovskaja Anastasija Bajandina Dar'ja Bajandina Marina Goliadkina Michaėla Kalanča Veronika Kalinina Polina Komar Mariia Shurochkina Darina Valitova*                                                      | 94.6000 | Ucraina Maryna Aleksiiva Vladyslava Aleksiiva Oleksandra Kashuba Oleksandra Kovalenko Yana Nariezhna Anastasiya Savchuk Alina Shynkarenko Yelyzaveta Yakhno Valeriia Aprielieva* Veronika Hryshko*   | 90.7439 | Italia Beatrice Callegari Domiziana Cavanna Linda Cerruti Francesca Deidda Costanza Di Camillo Costanza Ferro Gemma Galli Enrica Piccoli Alessia Pezone* Federica Sala* | 90.3553 |
| Programma libero (Dettagli)           | Russia Anastasija Archipovskaja Anastasija Bajandina Dar'ja Bajandina Marina Goliadkina Veronika Kalinina Polina Komar Mariia Shurochkina Darina Valitova Michaėla Kalanča*                                                      | 97.0333 | Ucraina Valeriia Aprielieva Veronika Hryshko Oleksandra Kashuba Yana Nariezhna Kateryna Reznik Anastasiya Savchuk Alina Shynkarenko Yelyzaveta Yakhno Maryna Aleksiiva* Oleksandra Kovalenko*        | 94.6000 | Italia Beatrice Callegari Linda Cerruti Francesca Deidda Costanza Di Camillo Costanza Ferro Gemma Galli Alessia Pezone Enrica Piccoli Domiziana Cavanna* Federica Sala* | 92.2333 |
| Programma libero combinato (Dettagli) | Ucraina Maryna Aleksiiva Vladyslava Aleksiiva Valeriia Aprielieva Marta Fiedina Oleksandra Kashuba Yana Nariezhna Kateryna Reznik Anastasiya Savchuk Alina Shynkarenko Yelyzaveta Yakhno Veronika Hryshko* Oleksandra Kovalenko* | 94.4667 | Italia Beatrice Callegari Domiziana Cavanna Linda Cerruti Francesca Deidda Costanza Di Camillo Costanza Ferro Gemma Galli Alessia Pezone Enrica Piccoli Federica Sala Marta Murru* Francesca Zunino* | 92.6000 | Spagna Leyre Abadía Abril Conesa Berta Ferreras Emma García Carmen Juárez Meritxell Mas Elena Melián Paula Ramírez Sara Saldaña Blanca Toledano Iris Tió*               | 91.4667 |

## Medagliere
| Posizione | Paese   | Oro | Argento | Bronzo | Totale |
| --------- | ------- | --- | ------- | ------ | ------ |
| 1         | Russia  | 8   | 0       | 0      | 8      |
| 2         | Ucraina | 1   | 5       | 1      | 7      |
| 3         | Italia  | 0   | 4       | 5      | 9      |
| 4         | Spagna  | 0   | 0       | 3      | 3      |
| Totale    | Totale  | 9   | 9       | 9      | 27     |